# اوتون
شهر اوتون (به فرانسوی: Hotton) در شهرستان مرش‌آن‌فمن در استان لوکزامبورگ در منطقه فدرال والوون در کشور بلژیک واقع شده‌است.